# The Music Cartel
La The Music Cartel era una casa discografica indipendente con sede a Port Washington (New York), negli Stati Uniti.
È stata attiva tra la fine degli anni '90 e l'inizio del 2000. Molte delle uscite dell'etichetta venivano pubblicate in Europa dalla Rise Above Records.
La The Music Cartel è stata fondata nel 1998 da Eric Lemasterbator, ex direttore generale della Earache Records.
Ha chiuso nel 2005.

## Discografia
- TMC001CD Industrial Fuckin Strength 2: Unleash the Brutality compilation CD
- TMC002CD Industrial Strength Anthology 1: The Lost Tracks compilation CD
- TMC003CD Transport League - Super Evil CD
- TMC004CD Codeseven - A Sense of Coalition CD
- TMC005CD I.D.K. - Till Death Do Us Part CD
- TMC006CD Leadfoot - Bring It On CD
- TMC007CD Peace, Love & Pitbulls - PLP3 CD
- TMC008CD Panacea - Twisted Designz CD
- TMC009CD Aura Anthropica - American Blindfold CD
- TMC010CD Lid - In the Mushroom CD
- TMC011CD Roachpowder - Viejo Diablo CD
- TMC012CD Sleep -  Jerusalem CD
- TMC013CD Sounds from the Electronic Lounge compilation CD
- TMC014CD In the Groove compilation CD
- TMC015CD Sheavy - The Electric Sleep CD
- TMC016CD Orange Goblin - Time Travelling Blues CD
- TMC017CD Airport - Monostar CD
- TMC018CD Clawfinger - Clawfinger CD
- TMC019CD Terra Firma - Terra Firma CD
- TMC019 Terra Firma - Spiral Guru Pic Disc 7"
- TMC020CD Plastique - Empire of the Black Suns CD
- TMC021CD Electric Wizard - Come My Fanatics... CD
- TMC022CD Mammoth Volume - Mammoth Volume CD
- TMC023CD Codeseven - Division of Labour CD
- TMC024CD Clusterfuck compilation CD
- TMC025CD Zenith - Flowers of Intelligence CD
- TMC026CD Orange Goblin - Frequencies from Planet Ten CD
- TMC027CD Headcase - Mushiness CD
- TMC028CD Leadfoot - Take a Look CD
- TMC029CD Hangnail - Ten Days Before Summer CD
- TMC030CD Magick Rock Vol. 1 compilation CD
- TMC031CD Cathedral - In Memoriam CD
- TMC032CD Sally - Sally CD
- TMC033CD Clawfinger - Two Sides CD
- TMC034CD Hans Platzgumer - Datacard
- TMC035CD/LP Mammoth Volume - Noara Dance CD/LP
- TMC036CD/LP Orange Goblin - The Big Black CD/LP
- TMC037CD Sheavy - Celestial Hi-Fi CD
- TMC038CD Sea of Green - Northern Lights CD
- TMC039CD The Bronx Casket Co. - The Bronx Casket Company CD
- TMC040CD Dreadnaught - Down to Zero CD
- TMC041CD Firebird - Firebird CD
- TMC042CD Shallow - 16 Sunsets in 24 Hours CD
- TMC043CD Roachpowder - Atomic Church CD
- TMC044CD Electric Wizard - Dopethrone CD
- TMC045CD Sea of Green - Time to Fly CD
- TMC046CD Sloth - The Voice of God CD
- TMC047CD Deride - Scars of Time CD
- TMC048CD Hangnail - Clouds in the Head CD
- TMC049CD Mammoth Volume - Single Book of Songs CD
- TMC050CD Lenny Dee - IFS3: 667 Neighbor of the Beast 2CD
- TMC051CD Sons of Otis - Songs for Worship CD
- TMC052CD Goliath - Gate CD
- TMC053CD The Bronx Casket Co. - Sweet Home Transylvania CD
- TMC054CD Lenny Dee - Ruff Beats Records One Step Back 2CD
- TMC055CD Grand Magus - Grand Magus CD
- TMC056CD The Sabians - Beauty for Ashes CD
- TMC057CD Supersuckers - Splitsville 1 CD
- TMC058CD Mammoth Volume - Early Years CD
- TMC059CD Brant Bjork - Brant Bjork & the Operators CD
- TMC060LP Electric Wizard - Let Us Prey LP
- TMC061CD Orange Goblin - Coup de Grace CD
- TMC062CD Codeseven - The Rescue CD
- TMC063LP Sons of Otis - Untitled 10"
- TMC064CD The Last Drop - Where Were You Living a Year from Now? CD
- TMC065CD Rebirth of the Heavy compilation CD
- TMC066CD Deride - First Round Knockout CD
- TMC067CD Sheavy - Synchronized CD
- TMC068CD Lenny Dee - IFS4 - Chillin Is Killin 2CD
- TMC069CD Murder 1 - On High CD
- TMC070CD Sea of Green - Chemical Vacation CD
- TMC071CD Rondellus - Sabbatum: A Medieval Tribute to Black Sabbath CD
- TMC072CD Unearthly Trance - Season of Seance, Science of Silence CD
- TMC073CD Ufomammut - Snailking CD
- TMC074CD The Sabians - Shiver CD
- TMC075CD Dust to Dust - Sick CD
- TMC076CD Dirty Rig - Blood, Sweat and Beer CD
- TMC077CD/LP Grand Magus - Monument CD/LP
- TMC078CD Orange Goblin - Thieving from the House of God CD
- TMC079CD Rebirth of the Heavy Vol. II compilation CD
- TMC080CD Witchcraft - Witchcraft CD
- TMC081CD Electric Wizard - We Live CD
- TMC082CD Unearthly Trance - In the Red CD